# هوش مصنوعی در کشف تقلب
هوش مصنوعی در کشف تقلب (انگلیسی: Artificial intelligence in fraud detection)
هوش مصنوعی توسط بسیاری از مشاغل و سازمان‌های مختلف استفاده می‌شود. این تکنولوژی به صورت گسترده در بخش مالی، به ویژه توسط شرکت‌های حسابداری، برای کمک به کشف تقلب و کلاهبرداری مورد استفاده قرار می‌گیرد.
در سال ۲۰۲۲، شرکت پرایس‌واترهاوس‌کوپرز اعلام کرد که تقریباً ۴۶٪ از کل مشاغل و شرکت‌ها در سراسر جهان تحت تأثیر کلاهبرداری قرار گرفته‌اند. تبدیل نحوه کار از کار حضوری به کار در خانه (دورکاری) باعث افزایش دسترسی به داده‌ها شده است. بر اساس یک مطالعه FTC (کمیسیون تجارت فدرال) در سال ۲۰۲۲ میلادی، مشتریان تقلبی را در حدود ۵٫۸ میلیارد دلار در سال ۲۰۲۱ میلادی گزارش کردند که نسبت به سال قبل آن ۷۰ درصد افزایش داشته است. اکثر این کلاهبرداری‌ها، کلاهبرداری‌های جعلی و کلاهبرداری‌های آنلاین در خریدهای اینترنتی بودند. علاوه بر این، هوش مصنوعی نقش بسیار مهمی در توسعه الگوریتم‌های پیشرفته و مدل‌های یادگیری ماشین ایفا می‌کند که سیستم‌های تشخیص تقلب و کلاهبرداری را بهبود می‌بخشد و این امکان را به کسب و کارها می‌دهد که در مقابل تاکتیک‌های کلاهبرداری در حال تحول در یک منظره دیجیتالی که روز به روز در حال گسترش است، جلوتر بمانند.

## ابزارها

### سیستم‌های خبره
سیستم‌های خبره برای اولین بار در دهه ۱۹۷۰ برای گسترش در فناوری هوش مصنوعی طراحی شدند. طراحی آنها بر پایه کاهش خطاهای ممکن کاربران در تصمیم‌گیری و شبیه‌سازی استدلال ذهنی مورد استفاده توسط کارشناسان در یک حوزه خاص استفاده می‌شود. آنها با جدا کردن نقاط شناسایی شده در داده‌ها و پردازش جداگانه آنها در همان زمان، خود را از مدل‌های استدلال خطی سنتی متمایز می‌کنند. اگرچه، این سیستم‌ها کاملاً بر هوش یادگیری ماشینی تکیه نمی‌کنند.
در این سیستم‌ها، اطلاعات مربوط به قوانین، روش‌ها و رویه‌ها به شکل عبارات” اگر-آنگاه” در برنامه‌نویسی سیستم پیاده‌سازی می‌شوند. کاربران با وارد کردن اطلاعات به سیستم یا از طریق ورود مستقیم یا وارد کردن داده‌های خارجی با سیستم در تعامل هستند. یک سیستم استنتاجی اطلاعات ارائه شده توسط کاربر را با قوانین مربوط که به ویژه برای موقعیت مورد نظر باور شده‌اند، مقایسه می‌کند. با استفاده از این اطلاعات و قوانین مربوط، یک راه حل برای درخواست کاربر ایجاد خواهد شد. سیستم‌های خبره به‌طور کلی به‌طور مناسب عمل نخواهند کرد زمانی که رویه‌های عمومی برای یک موقعیت مشخص به دلیل نیاز به قوانین دقیق تعریف‌شده، مبهم باشند.
پیاده‌سازی سیستم‌های خبره در روال‌های حسابداری در حوزه‌هایی که نیاز به داوری حرفه ای وجود دارد، امکان‌پذیر است. مواردی که در آن سیستم‌های خبره قابل اعمال هستند شامل بررسی تراکنش‌هایی است که شامل ورودی‌های تقلبی احتمالی، موارد تداوم فعالیت، و ارزیابی ریسک در مراحل برنامه‌ریزی حسابرسی می‌شود.

### حسابرسی مداوم
حسابرسی مداوم مجموعه‌ای از فرآیندهایی است که در آن انواع مختلفی از اطلاعات جمع‌آوری‌شده در یک حسابرسی را برای طبقه‌بندی مناطقی از ریسک و نقاط ضعف بالقوه در کنترل‌های داخلی مالی با نرخی بیشتر از روش‌های سنتی ارزیابی می‌شود. حسابرسی مداوم به جای تجزیه و تحلیل معاملات و تراکنش‌های ثبت شده و ورودی‌های مجله به‌طور دوره ای، بر تفسیر بیشتر ماهیت این اقدامات تمرکز دارد. تعداد دفعات انجام این فرایندها و همچنین برجسته کردن حوزه‌های مهم به صلاحدید اجراککننده آن‌ها بستگی دارد، که معمولاً چنین تصمیماتی را بر اساس سطح ریسک در حساب‌های مورد ارزیابی و اهداف پیاده‌سازی سیستم اتخاذ می‌کند. اجرای این فرایندها ممکن است به‌طور مداوم تقریباً هم‌زمان با ثبت یک ورودی انجام شود.
فرآیندهای مرتبط با تجزیه و تحلیل داده‌های مالی در حسابرسی مداوم می‌تواند شامل ایجاد صفحات کاربری برای امکان جمع‌آوری اطلاعات تعاملی، محاسبه نسبت‌های مالی برای مقایسه با مدل‌های قبلی ساخته شده و تشخیص خطاها در اعداد وارد شده باشد. یکی از اهداف اصلی این روش، امکان تشخیص سریع‌تر و آسان‌تر موارد کنترل‌های نادرست، خطاها و موارد تقلب است.

### یادگیری ماشین و یادگیری عمیق
قابلیت یادگیری ماشین و یادگیری عمیق برای مرتب‌سازی سریع و مؤثر حجم بسیار وسیعی از داده‌ها به صورت اسناد مختلف مرتبط با شرکت‌ها و اسناد مورد حسابرسی، آنها را در حوزه‌های حسابرسی و کشف تقلب قابل استفاده می‌کند. مثال‌هایی از این امر شامل تشخیص زبان کلیدی در قراردادها، شناسایی سطوح ریسک تقلب در معاملات، و ارزیابی ورودی‌های مجله برای تحریف و اشتباه در گزارش‌دهی می‌شود.

## برنامه‌های کاربردی

### ۴ شرکت حسابداری بزرگ
دلوئیت در سال ۲۰۱۴ میلادی یک سیستم بررسی اسناد مبتنی بر هوش مصنوعی را ایجاد کرد. این سیستم روش بررسی و استخراج اطلاعات مربوط از اسناد تجاری مختلف را خودکار می‌سازد. دلوئیت ادعا می‌کند که این نوآوری با کاهش زمان صرف شده برای مرور اسناد قانونی قرارداد، فاکتورها، بیانیه‌های مالی و صورتجلسه تا ۵۰٪ تفاوت ایجاد کرده است. با همکاری واتسون در آی بی ام، دلوئیت برای مشتریان خود راه حل‌های بازرگانی بهبود یافته با فناوری شناختی را توسعه می‌دهد. LeasePoint توسط IBM Tririga تغذیه می‌شود و از اطلاعات صنعتی دلوپیت برای ایجاد یک سبد اجاره‌ای پایان به انتها استفاده می‌کند. ارزیابی خودکار منابع شناختی از فناوری Maximo IBM برای ارتقای مهارت بازرسی از دارایی‌ها استفاده می‌کند.
ارنست و یانگ (EY) هوش مصنوعی را به بررسی قراردادهای اجاره متصل کرده است. همچنین شعبه استرالیایی EY فناوری حسابرسی مجهز به هوش مصنوعی را دریافت کرده است.
PwC با همکاری H20.ai یک چارچوب مجهز به هوش مصنوعی به نام (GL.ai) توسعه داد که قادر به تجزیه و تحلیل گزارش‌ها و آماده‌سازی گزارش‌ها است PwC. ادعا می‌کند که سرمایه‌گذاری قابل توجهی در پردازش زبان طبیعی (NLP) انجام داده است، یک فناوری مجهز به هوش مصنوعی برای پردازش کارآمد اطلاعات بدون ساختار است.
KPMG مجموعه‌ای از ابزارهای هوش مصنوعی به نام KPMG Ignite را برای بهبود تصمیم‌گیری‌ها و فرم‌های تجاری ساخته است. KPMG با همکاری مایکروسافت و واتسون IBM در حال ایجاد ابزارهایی برای هماهنگی هوش مصنوعی، تجزیه و تحلیل داده‌ها، فناوری‌های شناختی و روش‌های پردازش اتوماتیک یعنی RPA است.

## مزایا

### کارایی
فرایند حسابرسی یک موجودیت به منظور کشف فعالیت‌های متقلبانه، نیازمند تکرار فرآیندهای تحقیقاتی است تا زمانی که ممکن است یک خطا یا اشتباه شناسایی شود. در روش‌های سنتی، این فرایندها توسط انسان انجام می‌شود. طرفداران هوش مصنوعی در تشخیص تقلب اعلام کرده‌اند که این روش‌های سنتی کارایی ندارند و می‌توان با کمک یک سیستم محاسباتی هوشمند آنها را سریعتر انجام داد. یک نظرسنجی از ۴۰۰ مدیر عامل که توسط KPMG در سال ۲۰۱۶ ایجاد شد، نشان داد که تقریباً ۵۸٪ اعتقاد داشتند که هوش مصنوعی نقش کلیدی در افزایش کارایی حسابرسی در آینده ایفا خواهد کرد.

### تفسیر داده
سطوح بالاتری از تشخیص تقلب نیازمند استفاده از داوری حرفه ای برای تفسیر داده‌ها است. طرفداران استفاده از هوش مصنوعی در حسابرسی‌های مالی ادعا کرده‌اند که ریسک‌های افزایش‌یافته ناشی از موارد بالاتر از تفسیر داده‌ها می‌تواند از طریق چنین فناوری‌هایی به حداقل رسانده شود. یکی از عناصر ضروری حسابرسی صورت‌های مالی که نیازمند داوری حرفه ای است، پیاده‌سازی آستانه‌های اهمیت مالی است. اهمیت مالی نیازمند تمایز بین اشتباهات و معاملات در صورت‌های مالی است که بر تصمیمات اتخاذ شده توسط استفاده‌کنندگان از آن صورت‌های مالی تأثیر می‌گذارد. آستانه اهمیت مالی در حسابرسی توسط حسابرس بر اساس عوامل مختلفی تعیین می‌شود. هوش مصنوعی برای تفسیر داده‌ها و پیشنهاد آستانه‌های اهمیت مالی جهت پیاده‌سازی از طریق استفاده از سیستم‌های خبره استفاده شده است.

### کاهش هزینه‌ها
افرادی که حامی استفاده از هوش مصنوعی برای انجام تحقیقات دربارهٔ تقلب و کلاهبرداری هستند، اعلام کرده‌اند که چنین فناوری‌هایی میزان زمان مورد نیاز برای انجام وظایف تکراری را کاهش می‌دهند. این ادعا همچنین بیان می‌کند که چنین کارایی‌ها امکان کاهش نیازمندی‌های منابع را ایجاد می‌کند که سپس می‌توانند بیشتر صرف وظایفی شوند که به‌طور کامل اتوماتیک نشده‌اند. شرکت حسابرسی Ernst & Young این ادعاها را با اعلام اینکه سیستم‌های یادگیری عمیق آن‌ها برای کاهش زمان صرف شده بر روی وظایف اداری از طریق تحلیل اسناد حسابرسی مربوطه استفاده شده‌اند، پیشنهاد کرده است. به گفته این شرکت، این اقدام به کارمندانشان این امکان را می‌دهد که بیشتر روی داوری و تجزیه و تحلیل تمرکز کنند.

## معایب

### جابجایی شغلی
پذیرش ناگزیر اختراع هوش مصنوعی مبتنی بر کامپیوتر و پیشرفت‌های رباتیک ممکن است باعث جابجایی شغلی قابل توجه در صنایع مختلف شود. با توانایی بیشتر سیستم‌های هوش مصنوعی در انجام وظایفی که معمولاً توسط انسان‌ها انجام می‌شود، نگرانی وجود دارد که نقش‌های شغلی خاصی ممکن است قدیمی شده و به بیکاری و نابرابری اقتصادی منجر شود.

### نیاز اولیه به سرمایه‌گذاری
همراه با تخصص و دانش در زمینه برنامه‌نویسی و توسعه سیستم‌ها با استفاده از برنامه‌های کامپیوتری، شاهد مزایای این سیستم‌ها هستیم، اما به دلیل نوآوری، جدید و بروز بودن آنها، برای شروع ساخت چنین سیستمی نیاز به سرمایه‌گذاری زیادی دارند. هر شرکتی که در حال برنامه‌ریزی برای پیاده‌سازی یک سیستم هوش مصنوعی برای کشف تقلب است، باید تیمی از دانشمندان داده را تشکیل دهد و در به‌روزرسانی زیرساخت ابری و ذخیره‌سازی داده خود سرمایه‌گذاری کند. این سیستم باید به‌طور مداوم نظارت به روزرسانی شود تا کارایی خود را حفظ کند، در غیر این صورت احتمال کلاهبرداری و تقلب در آن معاملات افزایش می‌یابد. عدم سرمایه‌گذاری اولیه در چنین سیستمی و اطمینان از قابلیت آن برای شناسایی درصد قابل توجهی از معاملات تقلبی، باعث بر عهده داشتن هزینه‌های تقلبی، شامل هزینه‌های بازپرداخت می‌شود. اگرچه این موضوع نیاز به یک سرمایه‌گذاری اولیه قابل توجه دارد، اما صرفه‌جویی بسیار مناسبی در طولانی‌مدت مشاهده خواهد شد.

### تخصص فنی
تجزیه و تحلیل داده یک علم نوظهور در بسیاری از شرکت‌ها است و این شرکت‌ها به شدت در حال تحقیق در این زمینه هستند تا کسب و کار خود را به‌طور کلی تجزیه و تحلیل کرده و مشخص کنند که کجا می‌توانند بهبود بخشند. تجزیه و تحلیل داده داستان یک کسب و کار را از طریق اعداد روایت می‌کند. بسیاری از افراد در جهان با خواندن داده‌ها آشنایی دارند، اما همچنین افراد بیشتری وجود دارند که اصلاً با داده‌ها آشنایی ندارند. رشته تجزیه و تحلیل داده به سرعت در حال گسترش است. تبدیل شدن به یک متخصص در چنین حرفه‌ای اغلب چالش‌برانگیز است.